# Войница (река)
Войница — река на севере Карелии, протекает по территории Калевальского района, один из истоков реки Кемь (бассейн Белого моря).
Исток — озеро Алаярви (Alajarvi), в Финляндии, в километре от российско-финляндской границы. В своём течении проходит через множество озёр, основные из них: оз. Кетоярви, оз. Шури-Пиртиярви, оз. Вениярви, оз. Котиярви, оз. Полиниярви (с притоком из озера Мури-Мягиярви), оз. Кангазъярви, оз. Коко. Впадает в озеро Ридалакши, которое протокой соединяется с озером Верхним Куйто.
Питание реки преимущественно снеговое и дождевое. Флора и фауна типична для рек и озёр Карелии.
Населённые пункты в прибрежной зоне: одноимённый посёлок Войница.
Притоки Войницы:
- Куржма (правый, впадает в 0,7 км от устья Войницы)
- Ахвен (левый, впадает в 16 км от устья Войницы)
- Кривая (правый, впадает в 56 км от устья Войницы)

Река не судоходна. Перепад на участке от озера Ала до озера Верхнее Куйто — 128,4 м. В верхнем течении маловодна. Большая часть реки находится за «системой». Спортивный сплав возможен от озера Коко до озера В. Куйто (перепад высоты на участке — 62 м). Оптимальные средства сплава — каяки или катамараны.
На реке множество шивер, порогов и порогов-водопадов. Самые крупные из них:
- Коко-порог;
- Водопад Куми — 6 кс., высота падения 13,6 м[3].
- Тайвал — 4 к.с.

Река представляет интерес для сплава по большой воде.